# Stoji na rebri grad
Stoji na rebri grad je zgodovinski roman, ki ga je napisal Metod Turnšek. Izšel je leta 1965 pri Slomškovi založbi v Gorici.
Delo ima 93.100 besed.

## Zgodba
Koroški romarji se odpravljajo v Oglej, z njimi gresta tudi reberški grof Herman in njegov sin Ulrik. Romarji molijo in pojejo med potjo, Ulrik razmišlja tudi o Agnezi. V Molžnici jih pozdravijo redovniki, prisostvujejo nočnemu bogoslužju. Prispejo v Oglej, kjer je ogromno romarjev. Herman in Ulrik spoznata grofično Beatriko, ki ju povabi na obisk v Gorico. Ulrik in Herman stražita božji grob. Sledijo praznične svečanosti: Jezusov pokop, uprizoritev križev poti in Jezusovega vstajenja. Na Rebrci in Obvrhu imajo prav tako različne velikonočne obrede. Ulrik in Herman obiščeta Beatriko. Obiški in ženeški božjepotniki romajo v Kaplo, Podjuno in na rebrški Pusti grad. Iz Ogleja počasi odhajajo romarji. Rebrška grofa prispeta domov. Herman Mihaelu naroči, da obnovi cerkev, sinu naroči naj odide po nov kip Marije. Ljudje na Rebrci kip množično pozdravijo. Ulrik in Agneza, Berthold in Živa ter Mihael in Sigemka se poročijo. Ko se Beatrika vrača domov s sinom Ivanom Henrikom in njegovo nevesto je Ivan Henrik smrtno ranjen. Trem gosposkim parom se vsakemu rodi po en otrok.

## Kritike
»V pripovednih delih je še bolj ko v dramatskih očitno njegovo narodopisno zgodovinarsko zanimanje za ljudske običaje, slovstvo, jezik ipd. Zgodba mu je prejkoslej izgovor oziroma kompozicijsko sredstvo za poljudno in zanimivo kopičenje takšnega gradiva. Značilen primer ustrezne pripovedi je povest Stoji na rebri grad; v njej je fabulativni popis romanja koroških romarjev v Oglej leta 1334 porabil za podrobno in slikovito upodabljanje krajev, za reproduciranje ljudskega gradiva ipd.« (Kmecl 1970, 667)

## Literarna zgodovina
»Bivanje na starinskem gradu z romantično okolico ga je spodbudilo, da je napisal nekaj zgodovinskih literarnih del iz daljne in bližnje zgodovine.« (File 2006, 17)
»Preden se je lotil obravnave neke teme, jo je natančno preiskal. Naredil je natančne zgodovinske in geografske študije. [...] 2. Bil je strasten zbiralec narodnega blaga, šeg in običajev. To zbrano blago je zelo spretno vključeval v svoja dela, tako stare ljudske, narodne in cerkvene pesmi kakor tudi šege in navade. [...] Skušal je prodreti v dušo tako grofa, kneza, cesarja, duhovnika, patriarha in papeža, kakor tudi delavca, kmeta, pastirja, vojaka, otroka in mladostnika. [...] Vedno veliko pozornosti posveča opisovanju obredov, liturgičnih oblačil, cerkvenih pesmi in navad. 6. Vsa njegova dela prepleta krščanski nauk. Zdi se, da je imel Turnšek s svojim opusom namen posredovati resnice krščanskega nauka in katoliškega izročila.« (File 2006, 35–36)